# Анастасия (группа)
Анастасия (мак. Анастасија) — македонский музыкальный ансамбль, созданный в Скопье в 1990 году Гораном Трайковски и Златко Ориджански. Особенность группы — сочетание элементов православной церковной, византийской и электронной музыки.

## История

### Апореа (1987—1990)
Музыкальным предшественником «Анастасии» можно считать проект «Апореа», созданный в 1987 году, который являлся объединением музыкантов (Горана Трайковски, Зорана Спасовски, Предрага Светичанина), художников и каллиграфов (Кирилла Златанова и Лазаря Лечича) под духовным руководством отца Стефана Санджаковски Македонской Православной Церкви. «Апореа» не являлась музыкальным проектом: участники проекта организовывали выставки своего музыкального и художественного творчества и не играли вживую. Единственным релизом проекта стала кассета «На реках вавилонских», изданная в 1988 году.

### Анастасия (1990—2002)
В отличие от «Апореа», «Анастасия» стала полноценным музыкальным ансамблем, гастролирующим по Европе и снискавшим основательный успех не только на македонской сцене. Большую роль в популяризации ансамбля сыграл саундтрек группы к фильму 1994 года режиссёра Мильчо Манчевски «Перед дождём» (мак. Пред дождот), проданный тиражом более 100 тысяч копий.
В 1996 году ансамбль написал музыку к театральной пьесе «Баханалия», а в 1998 году альбом «Ноктурнал» был издан вне Македонии на лейбле Libra Music.

## Состав
- Горан Трайковски (Сарацени, Падот на Византија, Мизар, Апореа) — вокал, клавишные, кавал
- Златко Ориджански (Лола В. Штајн) — тамбура, гитара, кавал, клавишные, мандолина
- Зоран Спасовски (Мизар, Апореа) — перкуссия, клавишные

## Дискография
- На рјеках вавилонских — 1990
- На рјеках вавилонских — 1994 (переиздание на лейбле «Поета Негра»)
- Пред дождот (рус. Перед дождём) — 1994, саундтрек к одноименному фильму
- Лице гори — 1996
- Мелургија — 1997
- Ноктурнал — 1998
- Live 1994—2001 — 2009